# Hamroqul Tursunqulov
Hamroqul Tursunqulov (uzb. cyr. Ҳамроқул Турсунқулов; ros. Хамракул Турсункулов, Chamrakuł Tursunkułow; ur. 12 marca 1892 w kiszłaku Vodil w obwodzie fergańskim, zm. 9 sierpnia 1965 w kiszłaku Shoʻralisoy k. Yangiyoʻlu) – przewodniczący kołchozu w rejonie Yangiyoʻl, trzykrotny Bohater Pracy Socjalistycznej (1948, 1951 i 1957).

## Życiorys
Urodził się w uzbeckiej rodzinie chłopskiej, 1918–1926 uczestniczył w wojnie domowej i w ustanowieniu władzy radzieckiej w Uzbekistanie, m.in. w walkach z basmaczami w składzie 7 Brygady Kawalerii, po zakończeniu walk pracował w instytucjach gospodarczych. W 1935 został przewodniczącym artelu bawełnianego, a następnie kołchozu „Sharq yulduzi” („Gwiazda Wschodu”) im. Kaganowicza, który po śmierci Tursunqulova został nazwany jego imieniem. Doprowadził do znacznego zwiększenia powierzchni pola uprawnego i do uzyskania bardzo wysokich plonów bawełny. W 1945 został członkiem WKP(b), był delegatem na XX, XXI i XXII Zjazd KPZR, deputowanym do Rady Najwyższej ZSRR od 2 do 6 kadencji, a 1958–1962 członkiem Prezydium Rady Najwyższej ZSRR.

## Odznaczenia
- Złoty Medal „Sierp i Młot” Bohatera Pracy Socjalistycznej (trzykrotnie – 27 kwietnia 1948, 31 maja 1951 i 13 stycznia 1957)
- Order Lenina (sześciokrotnie - 25 grudnia 1944, 23 stycznia 1946, 19 marca 1947, 27 kwietnia 1948, 7 lipca 1949 i 13 czerwca 1950)
- Order Czerwonego Sztandaru Pracy (dwukrotnie - 6 lutego 1947 i 16 stycznia 1950)
- Order „Znak Honoru” (1 marca 1965)
- Medal „Za pracowniczą dzielność” (25 grudnia 1959)

I medale.